# Thøger Dixgaard
Thøger Dixgaard (født 9. oktober 1989 i Aarhus) er en dansk sanger, sangskriver og producer.

## Karriere
Spillede som barn trompet og trommer og fik i en tidlig alder interesse for hip hop. Fra 2005 til 2013 var han en del af det aarhusianske hip hop ensemble Flødeklinikken under navnet Damp sammen med Sarah Mariegaard (Soleima (en)), Emil Falk, Frederik Carstens, Laurits Bejder Klausen, Mads Ebbesen og Peter Munck (DJ Peter Plus),
Fra 2013 var han aktiv i R&B kollektivet Hukaos sammen med Louis Rustum, Karl William og Tais - som introducerede en ny generation af unge sangere og sangskrivere, der insisterede på kunstnerisk frihed udenom de etablerede pladeselskaber samt en uprætentiøs, ligefrem fremstilling og attitude ved optrædener, hvilket kollektivets forskellige musikvideoer vidner om. I dette miljø påbegyndte T.D. en solokarriere.
Hans første singleudspil 'Former' fra 2014 modtog guldplade for 3 millioner afspilninger på de digitale streamingtjenester. Året efter udsendte han EP'en OK som indeholdt nummeret 'Blød Inden I', der blev Ugens Uundgåelige på P3 og nr. 1 på airplay charten i sommeren 2015. Medvirkede i september 2015 på P3`s støttesang til Syrien, 'Hvis Du Vil'. Samme år optrådte han til P3 Guld sammen med Thomas Helmig og gav en lang række koncerter bl.a. på Roskilde Festival og Smukfest. Efter en pause pga. rejser til Rio de Janeiro og Ghana vendte han tilbage i 2016 /17 med sangene 'Hvad skal du nå?' og 'Tø mig op' - som begge har tydelig musikalsk inspiration fra rejserne - og 'Ctrl Z', som alle opnåede høje placeringer på de danske hitlister. I december 2017 optrådte han ved DR´s Store Juleshow og ved Zulu Awards 2018. I begyndelsen af 2018 gik han i samarbejde med den københavnske indiepop duo Barselona og udsendte singlen 'Hvornår'. I foråret 2018 udkom EP'en 'Pæn'.
Medvirkede i TV2s programserie Toppen af Poppen 2018, hvor han fortolkede sange af Annika Aakjær, Claus Hempler, Søren Sko, Lis Sørensen, Pernille Rosendahl og Silas Bjerregaard, og han kunne høre sine egne sange fortolket af de andre medvirkende.
I 2020 udsendtes singlerne '3 Somre' og 'Elevator'. Sidstnævnte i samarbejde med Jonathan Elkær og Wads.png fra Phlake.
Tilknyttet pladeselskaberne ArtPeople Music og sidenhen Universal Music og fra 2020 disco:wax under Sony Music Entertainment.
Ved siden af sine musikalske aktiviteter står han bag Anholt Gin sammen med Jakob Kjærgaard.

## Diskografi
EPs:
OK (maj 2015)
Pæn (2018)
Singler:
Former (2014)
Blød Indeni (2015)
Tæt På (2015)
Hvad Skal Du Nå? (2016)
Tø Mig Op (2017)
Ctrl Z (2017)
Skinner (2018)
Lige Her (2018)
3 Somre (2020)
Elevator (feat. Jonathan Elkær & Wads.png) (2020)
Rodehoved (2021)
Med Barselona:
Single:
Hvornår (2018)
Med Flødeklinikken:
Albums:
1. Maskebal (september 2009)
2. Syv Sind (marts 2013)
Singler:
Blå Vogn (2009)
I Morges Og I Morgen (2009)
Piger Med Pistoler (juni 2011)
Jeg Vil Se Dig Græde (2011)
Barbielund (maj 2012)
Igen (2012)